# Mesochorus fraudulentus
Mesochorus fraudulentus là một loài tò vò trong họ Ichneumonidae.